# Fenicocroíta
La fenicocroíta es un mineral de la clase de los minerales sulfatos. Fue descubierta en 1839 cerca de Ekaterimburgo en el óblast de Sverdlovsk (Rusia), siendo nombrada así degl griego φοίυικος -rojo oscuro- y χρόα -color-, en alusión a su color. Sinónimos poco usados son: melanochroita, ohenicochroita.

## Características químicas
Es un cromato anhidro de plomo. Es isoestructural con el mineral lanarkita (Pb2O(SO4)), con el que forma una serie de solución sólida en la que la sustitución gradual del cromo por azufre va dando los distintos minerales de la serie.

## Formación y yacimientos
Es un mineral de aparición rara, que se forma como secundario en la zona de oxidación de los yacimientos de minerales del plomo de origen hidrotermal y que contengan cromo.
Suele encontrarse asociado a otros minerales como: crocoíta, vauquelinita, fornacita, hemiedrita, iranita, piromorfita, mimetita, cerusita, leadhillita, galena, calcita, fluorita o cuarzo.

## Usos
Es extraído en las minas como mena del metal de plomo.